# .diet
.diet – internetowa domena najwyższego poziomu, przeznaczona dla serwisów związanych tematycznie z dietą, odchudzaniem. Domena została zatwierdzona przez ICANN 26 czerwca 2014 roku. Dodana do serwerów głównych w lipcu 2014 roku.